# Grande Synagogue de Constanța
La Grande Synagogue de Constanța est une ancienne synagogue désaffectée des Juifs roumains ashkénazes, surnommés « polonais », située dans la ville de Constanța, en Roumanie.
La synagogue a été construite entre 1910 et 1914 dans un style architectural néo-mauresque sur le site d'une synagogue plus ancienne, érigée en 1867/1872, sous le règne du sultan ottoman Abdülaziz.

## Histoire
Les premières étapes ont été lancées en 1907, mais le permis de construire demandé en 1908 a été refusé en raison de doutes concernant la solidité du dôme et des galeries projetées. Pour exprimer autrement la « séduction de l'espace courbe », l'architecte Anghel Păunescu a alors remplacé le dôme proposé par une voûte longitudinale,.
Initialement, il y avait deux grandes synagogues à Constanța : un autre temple, romaniote et sépharade, construit entre 1905 et 1908 en style gothique catalan, s'élevait plus à l'est, au croisement des rues Sulmona et Mircea l'Ancien. Cette autre synagogue, utilisée comme dépôt de munitions pendant la Seconde Guerre mondiale, est abandonnée dans les années 1960, endommagée par le séisme de 1977 et finalement démolie en 1988 sous la présidence de Nicolae Ceaușescu. Son emplacement est devenu un parking.

## État
La population juive de Constanța diminuait et les coûts d'entretien de la Grande Synagogue augmentaient. Des photographies montrent qu'elle était encore fréquentée en 1996, mais ensuite, la communauté se replia sur la petite synagogue du 3 de la rue Sarmizégétuse, et le bâtiment de la Grande Synagogue fut « saccagé de tout ce qui n'était pas cloué ». Seuls trois des quatre murs sont encore debout, la plupart des vitraux ont été brisés et le toit s'est partiellement effondré . Un arbre corroyère pousse au milieu du sanctuaire.
Les journalistes Florin Anghel et Cristian Andrei Leonte ont reproché aux autorités locales et à la population du quartier d'avoir laissé le bâtiment « s'abîmer au point de s'effondrer », notant que les synagogues d'autres villes roumaines, abandonnées par les communautés juives, étaient « magnifiquement rénovées et transformées en centres culturels ou en salles d'exposition ». Aurel Vainer, président de la Fédération des communautés juives de Roumanie, a blâmé l'indifférence des autorités de Constanța face à la détérioration de la synagogue.
En novembre 2014, une équipe d'architectes bucarestois a été embauchée par la municipalité pour inspecter le bâtiment, évaluer les réparations nécessaires ou la reconstruction, et estimer les coûts.

## Architecture
La synagogue a trois niveaux. Les portes et fenêtres extérieures affichent un style mauresque. A l'intérieur, le lieu de culte est divisé en trois nefs avec des décorations juives traditionnelles .

## Voir également
- Ashkénazes
- Architecture néo-mauresque
- Liste des synagogues en Roumanie